# Urobatis
Urobatis é um género de peixe da família Urotrygonidae.

## Espécies
Este género contém as seguintes espécies:
- Urobatis concentricus Osburn & Nichols, 1916
- Urobatis jamaicensis (Cuvier, 1816)
- Urobatis maculatus Garman, 1913
- Urobatis marmoratus (Philippi, 1892)
- Urobatis pardalis Del Moral-Flores, Angula, López & Bussing, 2015
- Urobatis tumbesensis (Chirichigno F. & McEachran, 1979)